# Steinbach am Donnersberg
Steinbach am Donnersberg là một đô thị thuộc thuộc huyện Donnersberg, Đức. Đô thị Steinbach am Donnersberg có diện tích 4,43 km², dân số thời điểm ngày 31 tháng 12 năm 2006 là 810 người.